# ديولا جينغيلر
ديولا جينغيلر (بالمجرية: Zsengellér Gyula)‏ (مواليد 27 ديسمبر 1915) هو لاعب كرة قدم. يلعب مع منتخب المجر لكرة القدم. سبق له أن لعب في كأس العالم لكرة القدم مع منتخب بلاده.

## روابط خارجية
- ديولا جينغيلر على موقع الاتحاد الدولي (مؤرشف)  (الإنجليزية)
- ديولا جينغيلر على موقع قاعدة بيانات كرة القدم.إي يو (الإنجليزية)
- ديولا جينغيلر على موقع ناشيونال فوتبول تيمز (الإنجليزية)
- ديولا جينغيلر على موقع عالم كرة القدم.نت (الإنجليزية)